# Vinyols i els Arcs
Vinyols i els Arcs (em catalão e oficialmente) ou Viñols y Archs (em castelhano) é um município da Espanha, na comarca do Baix Camp, província de Tarragona, comunidade autónoma da Catalunha. Tem 10,78 km² de área e em 2021 tinha 2 193 habitantes (densidade: 203,4 hab./km²). Limita com os municípios de Cambrils, Montbrió del Camp e Riudoms.